# Amplifiki
Amplifiki was een Esperanto-pop/rockgroep. De oprichting van deze band in 1982 door Kim Henriksen, Bertilo Wennergren en Micke Englund betekende het begin van de moderne Esperanto-muziekcultuur. Hun eerste muziekcassette werd uitgegeven door LF-koop in 1986. De andere leden van de band waren Martin Wiese, Aline en Isabelle. Hoewel Amplifiki niet meer bestaat, zijn sommige bandleden nog steeds beroemd en treden regelmatig op tijdens Esperanto-bijeenkomsten in hun nieuwe formatie, bijvoorbeeld Kim in Esperanto Desperado, en Bertilo en Martin in Persone.
De naam is een woordspeling (fiki komt overeen met het Engelse fuck), en zo begon een traditie van woordspelingen in de namen van nieuwe artiesten/groepen binnen de Esperanto-muziekgemeenschap.
Met name de nummers van het eerste album "Tute negravas" werden bekend, zoals "IS" (himne van het Internationaal Seminarie) en "Sola" ("Alleen").

## Discografie
- Vinilkosmo-kompil' 1 (1995) - Compilatie-cd waarop Amplifiki bijdraagt met het nummer Banala travivaĵo de juna knabo (Alledaagse belevenis van een jonge jongen).
- Ĉu ne? (1991)
  1. La puŝĉareto (Het karretje)
  2. Promesoj (Beloften)
  3. Nur vi estas ŝanco mia (Alleen jij bent mijn kans)
  4. Lunlumo (Maanlicht)
  5. Nokturno (Nocturne)
  6. Mi volas ŝin (Ik wil haar)
  7. Vi (Jij)
  8. Vagabond' (Vagebond)
  9. Direndaj vortoj (Woorden die gezegd moeten worden)
  10. Mi sopiras (Ik smacht)
  11. Paco (Vrede)
  12. Kaj milit' (En oorlog)
  13. Ĉu ne? (Nietwaar?)
- Vinilkosmo-disketo (1990) - Compilatie-cd waaraan Amplifiki bijdraagt met 2 nummers
- Festo de Kristnask'  (1990)
  1. Meznokt' regas
  2. Blanka jul'
  3. Ĉe l' rando de l' ŝose'
  4. Sledveturado
  5. Sankta nokt'
  6. Fest' de kristnasko
  7. Boaco
  8. Sankta Nikolao
  9. Venu sankta nokt'
  10. Stelo de l' dezir'
- Esperanto ne konas landlimojn (1989)
  1. Nur pro la am'
  2. Estas tiel
  3. Nacia fronto
  4. Mi ne volas
  5. Mi ne amas vin
  6. Dario
  7. Nun iras mi for
  8. La arbar'
- Tute negravas (1986)
  1. Sed tute negravas
  2. Domo en Bonn
  3. IS
  4. Aline
  5. Brava bardo
  6. Por ĉiam
  7. Kafo kaj te'
  8. Guma suito
    - La nupto
    - La marŝo
    - La nokto

  9. Somera temp'
  10. Mi kaj ŝi
  11. Ruĝo kaj blu'
  12. Sola